# Il nome del vento
Il nome del vento (The Name of the Wind) è un romanzo fantasy del 2008, primo libro della trilogia Le Cronache dell'Assassino del Re (The Kingkiller Chronicles) di Patrick Rothfuss. È stato pubblicato negli Stati Uniti il 27 marzo 2007 e in Italia nel 2008.

## Trama
Questo libro narra la prima parte delle avventure di Kvothe, un famoso uomo conosciuto per le sue abilità di arcanista, avventuriero e musicista e per il suo eroico passato, tramite autobiografia.
All'inizio della storia Kvothe, sotto il falso nome di Kote, gestisce una locanda per nascondere la sua vera identità. Tuttavia un giornalista, Cronista, gli svela di aver capito la sua vera identità e lo convince a narrare la sua storia raccontandogli le leggende che girano sul suo conto. Visto quanto queste fossero differenti dalla realtà decide di rendere pubblica la vera versione dei fatti e dichiara che per raccontare la sua storia sarebbero serviti tre giorni.
Kvothe nasce in una famiglia di Edema Ruh, artisti nomadi esperti nelle arti della recitazione, del canto e della giocoleria, diversi dai comuni saltimbanco in quanto più educati, più colti e protetti dal barone. Viene cresciuto dai suoi genitori, che gli insegnano l'arte del teatro e della musica, e da vari personaggi che si univano alla compagnia per tempi più o meno lunghi, tra cui taglialegna, cortigiane e ambulanti. Tra questi la figura più significativa per la sua istruzione è senz'altro Abenthy (detto Ben), un arcanista che gli dà le prime nozioni di simpatia (una sorta di arte magica che si basa sulla trasformazione dell'energia e sui legami fra più oggetti) e gli parla dell'Accademia.
Tuttavia, poco dopo la partenza di Ben, l'intera compagnia di Kvothe viene sterminata da esseri mitologici, i Chandrian, a causa di una canzone composta da suo padre che li riguardava. Scampato per sorte al massacro, Kvothe giunge all'accampamento in tempo per vedere i Chandran andarsene. I segni distintivi di queste creature sono molteplici e molto discussi, dato che di loro si sa poco e vengono ritenuti perlopiù creature della superstizione popolare, ma Kvothe può notare il fuoco blu e gli occhi neri. Rimasto orfano, Kvothe trascorre l'estate a cercare di non ricordare quanto accaduto, nutrendosi di quel che trova nel bosco e dedicandosi alla musica con il liuto dei suoi genitori. Solo in seguito alla rottura delle corde dello strumento si riscuote dall'apatia e si dirige verso una città, Tarbean, dove trascorre tre anni vivendo di accattonaggio e di furti e subendo diversi soprusi da parte delle guardie e degli altri ragazzi di strada.
Riesce quindi a raggiungere l'Accademia e a superare l'esame di ammissione. Durante la permanenza all'accademia approfondisce le sue conoscenze in molte materie e nel frattempo fa amicizia con molti ragazzi ma se ne inimica uno, Ambrose, che grazie al suo titolo nobiliare gli rende la vita difficile. Conosce anche una ragazza, Denna, con la quale instaura un buon rapporto.
Dopo che Kvothe arriva vicino a trovare i Chandrian per vendicare i suoi genitori, il libro si conclude con quest'ultimo e Cronista che si recano a dormire per continuare la dettatura il giorno successivo.

## Copertina
"Ho sottratto principesse a re dormienti nei tumuli. Ho ridotto in cenere la città di Trebon. Ho passato la notte con Felurian e me ne sono andato sia con la vita, sia con la sanità mentale. Sono stato espulso dall'Accademia a un'età inferiore a quella in cui la maggior parte della gente viene ammessa. Ho percorso alla luce della luna sentieri di cui altri temono di parlare durante il giorno. Ho parlato a dèi, amato donne e scritto canzoni che fanno commuovere i menestrelli. Potresti aver sentito parlare di me."

## Riconoscimenti
- Secondo Orson Scott Card, questa serie può essere paragonata a quella di Harry Potter.[1]
- Il libro ha vinto nel 2007 il Quill Award nella categoria fantascienza, fantasy e horror[2] ed il riconoscimento come miglior libro dell'anno su Publishers Weekly sempre nella stessa categoria.[3]
- Best Book of 2007 - FantasyLiterature.net

## Edizioni
- Patrick Rothfuss, Il nome del vento, traduzione di Gabriele Giorgi, collana collezione fantasy, Fanucci Editore, 2008,  pp. 852, cap. 93, ISBN 978-88-347-1365-5.